# Васур
Васур (индон. Taman Nasional Wasur) — национальный парк в Индонезии, включает в себя часть самых больших водно-болотных угодий провинции Папуа. Природа парка наименее нарушена человеческой деятельностью. За высокий уровень биологического разнообразия парк прозвали «Серенгети Папуа».

## Флора и фауна
Около 70 % территории составляют саванны, оставшаяся растительность представлена заболоченными, муссонными, бамбуковыми и прибрежными лесами, травянистыми равнинами и зарослями саговой пальмы.
Парк служит домом для множества видов птиц (более 358 видов), 80 из них являются эндемиками для острова Новая Гвинея. Высоко также биологическое разнообразие рыб, в экорегионе встречается более 111 видов. Также парк является местом обитания различных видов лобстеров и крабов. Для парка характерны такие виды как прыткий валлаби, щетинкоголовый попугай, шлемоносный казуар, западный венценосный голубь, большая райская птица, королевская райская птица, красная райская птица, пресноводный крокодил и гребнистый крокодил.

## Охрана природы
Территория Васура первоначально была объявлена заповедником в 1978 году с площадью 2100 км². На площади, расширенной до 4138 км² в 1990 году был провозглашен национальный парк. В 2006 году парк был признан водно-болотными угодьями международной важности по Рамсарской конвенции.